# Chéraute
Chéraute (baskisch Sohüta) ist eine Gemeinde im französischen Teil des Baskenlandes mit 1048 Einwohnern (Stand 1. Januar 2022) im Département Pyrénées-Atlantiques in der Region Nouvelle-Aquitaine. Sie gehört zum Arrondissement Oloron-Sainte-Marie und zum Kanton Montagne Basque (bis 2015: Kanton Mauléon-Licharre). Die Einwohner werden Sohütar genannt.

## Toponyme
Der Ortsname Chéraute findet sich auch als: Cheraltus (1224), Xeraute (1383), Xerauta (1496), Sent-Barthelemi de Chéraute (1612).

## Lage
Chéraute liegt nur etwa 2 Kilometer in nordöstlicher Richtung von der Kantonshauptstadt Mauléon-Licharre entfernt. Es gehört zur ehemaligen baskischen Provinz Soule.

## Bevölkerungsentwicklung
| Jahr      | 1968 | 1975 | 1982 | 1990 | 1999 | 2006 |
| Einwohner | 1047 | 1191 | 1173 | 1193 | 1104 | 1163 |

## Wirtschaft
Der Ort ist immer noch sehr landwirtschaftlich orientiert. Die baskische Käsesorte Ossau-Iraty, ein Schnittkäse aus Schafsmilch, wird hier hergestellt.

## Geschichte
Chéraute ist eine ehemalige Baronie und Lehen des Vizegrafen von Soule. Am 12. Oktober 1661 fand in der Nähe des Ortes eine mit Waffengewalt ausgetragene militärische Auseinandersetzung zwischen aufständischen einheimischen und königstreuen französischen Truppen statt, die das Ende des Matalas-Aufstandes und somit das Ende baskischer Selbstverwaltungsrechte bedeutete.

## Sehenswürdigkeiten
- vorgeschichtliche Festungsanlage in Castelgayha (Monument historique)
- Schloss, das sich im 17. Jahrhundert im Besitz der Familie Bela-Chéraute befand
- Kirche Saint-Barthélemy
- Kapelle Notre-Dame-de-Lourdes in Hoquy (1936) mit Clocher trinitaire
- Waschhaus (lavoir) aus dem 19. Jahrhundert